# Ola Persson (författare)
Ola Persson, född 4 mars 1947 i Forserums församling, är en svensk författare och tidigare informationschef i skogsägarrörelsen. Som pensionär driver han antikvariatet Yconoma Books på Väddö.  
Persson debuterade 1974 med diktsamlingen Förfluten framtid. Året därpå följde de två diktsamlingarna Vykort från Aisopos och Plocka en blommande Cadillac!. Från debuten och till början av 1990-talet medarbetade Persson som litteraturkritiker, främst i Östgöta Correspondenten men också i BLM och Helsingborgs Dagblad. Han har även givit ut två kulturhistoriskt inriktade böcker om träd, Träd och människor (1977) och Från al till tall (1982) samt en om djur, Djur och människor (1979).
År 1978-1998 var han redaktör för årsboken "Skogsåret", utgiven av Skogsägarnas Riksförbund. 

## Priser och utmärkelser
- 2019 (tillsammans med tre medarbetare): Lars Eric Åströms pris för projektet Skogsägarrörelsens historia